# Зареченское сельское поселение (Омская область)
Зареченское се́льское поселе́ние — муниципальное образование в Нововаршавском районе Омской области Российской Федерации.
Административный центр — село Заречное.

## История
20 февраля 1973 года Первомайский сельский совет переименован в Зареченский с переносом центра из села Патровка в село Заречное.
Статус и границы сельского поселения установлены Законом Омской области от 30 июля 2004 года № 548-ОЗ «О границах и статусе муниципальных образований Омской области»

## Население
| 2010  | 2011  | 2012  | 2013  | 2014  | 2015  | 2016  |
| ----- | ----- | ----- | ----- | ----- | ----- | ----- |
| 1378  | →1378 | ↘1351 | ↘1337 | ↘1327 | →1327 | ↘1289 |
| 2017  | 2018  | 2019  | 2020  | 2021  | 2023  |       |
| ↗1294 | ↘1273 | ↘1236 | ↘1227 | ↘1159 | ↘1139 |       |

## Состав сельского поселения
| № | Населённый пункт | Тип населённого пункта       | Население |
| - | ---------------- | ---------------------------- | --------- |
| 1 | Жарагач          | аул                          | 42        |
| 2 | Заречное         | село, административный центр | 1232      |
| 3 | Новоивановка     | деревня                      | ↘104      |